# Lista do Patrimônio Mundial no Uruguai
A Organização das Nações Unidas para a Educação, a Ciência e a Cultura (UNESCO) propôs um plano de proteção aos bens culturais do mundo, através do Comité sobre a Proteção do Património Mundial Cultural e Natural, aprovado em 1972. Esta é uma lista do Patrimônio Mundial existente no Uruguai, especificamente classificada pela UNESCO e elaborada de acordo com dez principais critérios cujos pontos são julgados por especialistas na área. O Uruguai, região de grande relevância histórico-cultural na América do Sul devido à posição estratégica nas margens do Rio da Prata, ratificou a convenção em 9 de março de 1989, tornando seus locais históricos elegíveis para inclusão na lista.
O sítio Distrito Histórico da Cidade de Colonia del Sacramento foi o primeiro local do Uruguai incluído na lista do Patrimônio Mundial da UNESCO por ocasião da 19ª Sessão do Comitè do Património Mundial, realizada em Berlim (Alemanha) em 1995. Desde a mais recente adesão à lista, o Uruguai totaliza 3 sítios classificados como Patrimônio da Humanidade, sendo todos eles de classificação cultural. 

## Bens culturais e naturais
O Uruguai conta atualmente com os seguintes lugares declarados como Patrimônio da Humanidade pela UNESCO:
| | Distrito Histórico da Cidade de Colonia del Sacramento |
| Bem cultural inscrito em 1995. |                                                        |
| Localização: Colônia |                                                        |
| Fundada pelos portugueses em 1680 no Rio da Prata, a cidade foi de importância estratégica na resistência aos espanhóis. Depois de ser disputada por um século, ela foi finalmente perdida por seus fundadores. A paisagem urbana bem preservada ilustra a fusão bem sucedida dos estilos português, espanhol e pós-colonial. (UNESCO/BPI) |                                                        |

| | Paisagem Industrial de Frei Bentos |
| Bem cultural inscrito em 2015. |                                    |
| Localização: Río Negro |                                    |
| Localizado em terreno situado no rio Uruguai a oeste da cidade de Frei Bentos, o complexo industrial foi construído após o desenvolvimento de uma fábrica fundada em 1859 para processar carne produzida nas vastas pradarias próximas. O site ilustra todo o processo de fornecimento, processamento, embalagem e expedição de carnes. Inclui edifícios e equipamentos da Liebig Extract of Meat Company, que exportou extrato de carne e carne enlatada para o mercado europeu a partir de 1865 e a Planta Anglo de Embalagem de Carne, que exportou carne congelada a partir de 1924. Por meio de sua localização física, edifícios industriais e residenciais, bem como instituições sociais, o local apresenta uma ilustração de todo o processo de produção de carne em escala global. (UNESCO/BPI) |                                    |

| | Obra do engenheiro Eladio Dieste: Igreja de Atlántida |
| Bem cultural inscrito em 2021. |                                                       |
| Localização: Atlántida |                                                       |
| A Igreja de Atlántida com seu campanário e batistério subterrâneo está localizada na Estación Atlántida, a 45 km de Montevidéu. Inspirado na arquitetura religiosa paleo-cristã e medieval italiana, o complexo modernista da Igreja, inaugurado em 1960, representa uma nova utilização de tijolos expostos e reforçados. Construída sobre o plano retangular de um único salão, a igreja apresenta distintas paredes ondulantes que sustentam um telhado igualmente ondulante, composto por uma sequência de cofres gaussianos de tijolos reforçados desenvolvidos por Eladio Dieste (1917-2000). A torre cilíndrica do sino, construída em alvenaria de tijolos exposta, sobe do chão para a direita da fachada principal da igreja, enquanto o batistério subterrâneo está localizado no lado esquerdo do parvis, acessível a partir de uma entrada prismática triangular e iluminado através de um oculus central. A Igreja fornece um exemplo eminente das notáveis realizações formais e espaciais da arquitetura moderna na América Latina durante a segunda parte do século XX, incorporando a busca da igualdade social com um uso sobressalente de recursos, atendendo imperativos estruturais a um grande efeito estético. (UNESCO/BPI) |                                                       |